# 鈴木貫太郎内閣
鈴木貫太郎内閣（すずきかんたろうないかく）は、男爵、枢密院議長の鈴木貫太郎が第42代内閣総理大臣に任命され、1945年（昭和20年）4月7日から1945年（昭和20年）8月17日まで続いた日本の内閣。

## 内閣の顔ぶれ・人事

### 国務大臣
1945年（昭和20年）4月7日任命。在職日数133日。
| 職名 | 代                 | 氏名               | 氏名               | 出身等                                                           | 特命事項等                    | 備考                                                |
| --- | ------------------ | ------------------ | ------------------ | ---------------------------------------------------------------- | ----------------------------- | --------------------------------------------------- |
| 内閣総理大臣 | 42                 | 鈴木貫太郎         |                    | 退役海軍大将 （海兵14期、海大将校科甲種1期） 男爵                | 外務、 大東亜大臣兼任         | 大政翼賛会総裁 （-6月13日） 初入閣                  |
| 外務大臣 | 62                 | 鈴木貫太郎         |                    | 退役海軍大将 （海兵14期、海大将校科甲種1期） 男爵                | 内閣総理大臣、 大東亜大臣兼任 | 大政翼賛会総裁 （-6月13日） 初入閣 1945年4月9日免兼 |
| 外務大臣 | 63                 | 東郷茂徳           |                    | 貴族院 無所属 （無所属倶楽部）                                   | 大東亜大臣兼任                | 1945年4月9日任                                      |
| 内務大臣 | 61                 | 安倍源基           |                    | 内務省                                                           |                               | 初入閣                                              |
| 大蔵大臣 | 47                 | 広瀬豊作           |                    | 大蔵省                                                           |                               | 初入閣                                              |
| 陸軍大臣 | 31                 | 阿南惟幾           |                    | 陸軍大将 （陸士18期、陸大30期）                                  |                               | 初入閣 1945年8月15日死亡欠缺                        |
| 陸軍大臣 | -                  | （欠員）           | （欠員）           | （欠員）                                                         | （欠員）                      | 1945年8月15日から                                   |
| 海軍大臣 | 24                 | 米内光政           |                    | 海軍大将 （海兵29期、海大甲種12期）                              |                               | 留任                                                |
| 司法大臣 | 45                 | 松阪廣政           |                    | 司法省 検事正                                                    |                               | 留任                                                |
| 文部大臣 | 57                 | 太田耕造           |                    | 貴族院 無所属 （無所属倶楽部）                                   |                               | 初入閣                                              |
| 厚生大臣 | 11                 | 岡田忠彦           |                    | 衆議院 大日本政治会                                              |                               | 初入閣                                              |
| 大東亜大臣 | 3                  | 鈴木貫太郎         |                    | 退役海軍大将 （海兵14期、海大将校科甲種1期） 男爵                | 内閣総理大臣、 外務大臣兼任   | 初入閣 1945年4月9日免兼                             |
| 大東亜大臣 | 4                  | 東郷茂徳           |                    | 貴族院 無所属 （無所属倶楽部）                                   | 外務大臣兼任                  | 1945年4月9日兼                                      |
| 農商大臣 | 4                  | 石黒忠篤           |                    | 貴族院 無所属 （無所属倶楽部）                                   |                               |                                                     |
| 軍需大臣 | 4                  | 豊田貞次郎         |                    | 予備役海軍大将 （海兵33期、海大甲種17期）                        | 運輸通信大臣兼任              |                                                     |
| 運輸通信大臣 | 4                  | 豊田貞次郎         |                    | 予備役海軍大将 （海兵33期、海大甲種17期）                        | 軍需大臣兼任                  | 1945年4月9日免兼                                    |
| 運輸通信大臣 | -                  | （欠員）           | （欠員）           | （欠員）                                                         | （欠員）                      | 1945年4月11日まで                                   |
| 運輸通信大臣 | 5                  | 小日山直登         |                    | 民間                                                             |                               | 初入閣 1945年4月11日任 1945年5月19日免              |
| 運輸通信大臣 | （運輸通信省廃止） | （運輸通信省廃止） | （運輸通信省廃止） | （運輸通信省廃止）                                               | （運輸通信省廃止）            | 1945年5月19日付                                     |
| 運輸大臣 | （運輸省未設置）   | （運輸省未設置）   | （運輸省未設置）   | （運輸省未設置）                                                 | （運輸省未設置）              | 1945年5月19日設置                                   |
| 運輸大臣 | 1                  | 小日山直登         |                    | 民間                                                             |                               | 転任 1945年5月19日任                                |
| 国務大臣 | -                  | 桜井兵五郎         |                    | 衆議院 大日本政治会                                              |                               | 初入閣                                              |
| 国務大臣 | -                  | 左近司政三         |                    | 貴族院 無所属 （同和会） 退役海軍中将 （海兵28期、海大甲種10期） |                               |                                                     |
| 国務大臣 | -                  | 下村宏             |                    | 貴族院 無所属 （研究会）                                         | 情報局総裁                    | 初入閣                                              |
| 国務大臣 | -                  | 安井藤治           |                    | 予備役陸軍中将 （陸士18期、陸大25期）                            |                               | 初入閣 1945年4月11日任                              |
| 1. 辞令のある留任は個別の代として記載し、辞令のない留任は記載しない。 2. 臨時代理は、大臣空位の場合のみ記載し、海外出張時等の一時不在代理は記載しない。 3. 代数は、臨時兼任・臨時代理を数えず、兼任・兼務は数える。 |                    |                    |                    |                                                                  |                               |                                                     |

### 内閣書記官長・法制局長官
1945年（昭和20年）4月7日任命。
| 職名 | 代 | 氏名     | 氏名 | 出身等                   | 特命事項等     | 備考 |
| --- | -- | -------- | ---- | ------------------------ | -------------- | ---- |
| 内閣書記官長 | 50 | 迫水久常 |      | 貴族院 無所属 （無会派） | 総合計画局長官 |      |
| 法制局長官 | 44 | 村瀬直養 |      | 貴族院 無所属 （研究会） |                |      |
| 1. 辞令のある留任は個別の代として記載し、辞令のない留任は記載しない。 2. 臨時代理は、大臣空位の場合のみ記載し、海外出張時等の一時不在代理は記載しない。 3. 代数は、臨時兼任・臨時代理を数えず、兼任・兼務は数える。 |    |          |      |                          |                |      |

### 政務次官
1945年（昭和20年）5月15日任命。
| 職名             | 氏名               | 出身等                         | 備考              |
| ---------------- | ------------------ | ------------------------------ | ----------------- |
| 外務政務次官     | 伊東二郎丸         | 貴族院／無所属（研究会）／子爵 |                   |
| 内務政務次官     | 窪井義道           | 衆議院／大日本政治会           |                   |
| 大蔵政務次官     | 中村三之丞         | 衆議院／大日本政治会           |                   |
| 陸軍政務次官     | 小山邦太郎         | 衆議院／大日本政治会           |                   |
| 海軍政務次官     | 綾部健太郎         | 衆議院／大日本政治会           |                   |
| 司法政務次官     | 浜野徹太郎         | 衆議院／大日本政治会           |                   |
| 文部政務次官     | 橋本実斐           | 貴族院／無所属（研究会）／伯爵 |                   |
| 厚生政務次官     | 三善信房           | 衆議院／大日本政治会           |                   |
| 大東亜政務次官   | 豊田収             | 衆議院／大日本政治会           |                   |
| 農商政務次官     | 上田孝吉           | 衆議院／大日本政治会           |                   |
| 軍需政務次官     | 野田武夫           | 衆議院／大日本政治会           |                   |
| 運輸通信政務次官 | 真鍋儀十           | 衆議院／大日本政治会           | 1945年5月19日免   |
| 運輸通信政務次官 | （運輸通信省廃止） | （運輸通信省廃止）             | 1945年5月19日付   |
| 運輸政務次官     | （運輸省未設置）   | （運輸省未設置）               | 1945年5月19日設置 |
| 運輸政務次官     | 真鍋儀十           | 衆議院／大日本政治会           | 1945年5月19日任   |

### 参与官
1945年（昭和20年）5月15日任命。
| 職名           | 氏名               | 出身等                         | 備考              |
| -------------- | ------------------ | ------------------------------ | ----------------- |
| 外務参与官     | 鶴惣市             | 衆議院／大日本政治会           |                   |
| 内務参与官     | 小泉純也           | 衆議院／大日本政治会           |                   |
| 大蔵参与官     | 西川貞一           | 衆議院／大日本政治会           |                   |
| 陸軍参与官     | 大岡忠綱           | 貴族院／無所属（研究会）／子爵 |                   |
| 海軍参与官     | 神山嘉瑞           | 貴族院／無所属（公正会）／男爵 |                   |
| 司法参与官     | 倉富鈞             | 貴族院／無所属（公正会）／男爵 |                   |
| 文部参与官     | 伊藤五郎           | 衆議院／大日本政治会           |                   |
| 厚生参与官     | 斉藤正身           | 衆議院／大日本政治会           |                   |
| 大東亜参与官   | 南雲正朔           | 衆議院／大日本政治会           |                   |
| 農商参与官     | 藤本捨助           | 衆議院／大日本政治会           |                   |
| 軍需参与官     | 三木武夫           | 衆議院／大日本政治会           |                   |
| 運輸通信参与官 | 羽田武嗣郎         | 衆議院／大日本政治会           | 1945年5月19日免   |
| 運輸通信参与官 | （運輸通信省廃止） | （運輸通信省廃止）             | 1945年5月19日付   |
| 運輸参与官     | （運輸省未設置）   | （運輸省未設置）               | 1945年5月19日設置 |
| 運輸参与官     | 羽田武嗣郎         | 衆議院／大日本政治会           | 1945年5月19日任   |

## 内閣の動き
小磯前政権は、大東亜戦争の出口戦略の糸口をつかむことを求められたが、有効な和平工作を行うことができずに迷走。私的人脈つかんだ繆斌工作が閣僚らに拒否されるに及び、政権は崩壊する。後継を巡り、重臣会議は木戸幸一内大臣の発案で鈴木貫太郎枢密院議長を推挙。鈴木枢相は老齢につき辞退する考えだったが、天皇自ら曲げての就任依頼に断りがたく、1945年4月7日、内閣発足する。
組閣は、終戦工作に与かっていた岡田啓介元首相が深くかかわり、娘婿の迫水久常大蔵省銀行保険局長が組閣に協力し、自身も内閣書記官長として入閣。陸相には、鈴木首相の侍従長時代の部下である阿南惟幾陸軍大将を希望し、陸軍主流派の杉山元元帥陸軍大将の本土決戦を完遂するという要求を呑む形で実現。また外相は、開戦直前の日米交渉を担った東郷茂徳元外相を、外交方針を一任することを約束して復帰させる。このように、鈴木内閣は終戦に向けた人事で構成されていたが、表向きは世論や陸軍主戦派の主戦論に迎合する態度をとった。
組閣後、東郷外相はまず、独ソ戦を戦っているナチス・ドイツとソビエト連邦の和平を、双方との同盟・中立関係を軸に仲介し、その後、ソ連を通じて連合国との和平を行うことを模索する。しかし、政権発足直後の4月下旬にはドイツ軍が崩壊して赤軍がベルリン市へ突入。4月30日にアドルフ・ヒトラー独総統が自殺、5月8日にドイツが降伏したため、この計画は破綻する。善後策を関係閣僚間で極秘協議の結果、引き続きソ連を仲介した講和を模索する方法をとり、広田弘毅元首相とヤコフ・マリク駐日大使の間で接触がもたれる。
6月8日、最高戦争指導会議において決定された『戦争指導の基本大綱』では、冒頭に
と記載。軍部には徹底抗戦の趣旨を伝えつつ、内閣側の真意は、「国体護持」と「皇土保衛」が実現できれば終戦を可とする、というものであった。
同日、木戸内大臣が私的覚書として作成した『時局対策試案』では、早期の終戦の必要性を前提としつつ、軍部の側からの和平提案は現実的でないことから、「天皇陛下の御勇断を御願い申し上げ」終戦の方向へ持ってゆくほかなし、との考えを記している。
9日、関東軍・支那派遣軍の視察から帰朝した梅津美治郎陸軍参謀総長が拝謁し、両軍の貧弱な戦力であり、これに装備で劣る内地の軍では本土決戦は不可であると報告する。同日、木戸内大臣は前述の試案を基に上奏を行い、天皇は、進言を可とし、木戸内大臣が天皇の意を体して政権幹部と接触することを許可する。以降、木戸内大臣は鈴木首相らと面会、意見交換を重ね、いずれも和平方針に賛同、陸軍を束ねる阿南陸相も消極的ながら同意を示す。この頃、『戦争指導の基本大綱』をもとに帝国議会が召集され、決戦体制作りに向けた法案（義勇兵役法など）審議が行われるが、鈴木首相の本会議演説の言質を議員が問題として議事が紛糾した天罰発言事件も起きている。
22日、天皇は最高戦争指導会議の構成員を召し、
と述べ、明確に終戦交渉を行うことを命令。参列者はいずれも、速やかな終戦の方針をとることを約する。
ソ連を仲介とする終戦交渉は続き、7月12日、近衛文麿元首相が特使に任命される。ソ連に近衛首相の訪ソが打電されるが、ソ連はすでにヤルタ会談での密約で対日参戦を決めていたことから、スターリンのベルリン訪問を理由に対応が遅れる旨を回答する。
7月26日、英米華3か国により、日本への降伏勧告であるポツダム宣言が発出される。内閣では、宣言を受諾すること自体については異論はなかったが、占領地点や戦争犯罪者処罰などの取り決めが不明瞭な点についての検討、連合国への照会を行う必要性や、国民向けにこの事実を発表するか否かについて方針が定まらなかったこと、また英国で政変が起きてウィンストン・チャーチル首相が下野したことから政権内が更なる交渉での条件闘争に楽観的な雰囲気が強まったこともあり、一旦の保留を決定。28日の記者会見で鈴木首相は「政府としては重大な価値あるものとは認めず黙殺し、斷固戰争完遂に邁進する」とコメントする。
しかしその後の情勢は急速に悪化。8月6日、広島に原爆が投下され、第2総軍司令部が壊滅。9日未明にはソ連が日ソ中立条約を無視して満洲へ侵攻。主力を南方に転戦していた関東軍は次々に撃破される。報告を受けた天皇は、ポツダム宣言受諾による速やかな終戦を指示。この直後、長崎にも原爆が投下される。
最高戦争指導会議が開催され、ポツダム宣言受諾が議論される。東郷外相、米内海相は国体護持を唯一の条件としての受諾を主張するが（一条件）、阿南陸相、梅津参謀総長、豊田軍令部総長は、これに加え、「日本本土の占領は行わないこと」、「帝国陸海軍の武装解除は行わないこと」、「戦争犯罪人処罰は日本の責任で行うこと」の3点の確証を得るべきだと主張（四条件）、意見は一致を見ない。続けて、閣議で議論が行われ、ここでもポツダム宣言受諾事態は異論はないものの、一条件と四条件を巡り対立した。この時、閣内不統一による総辞職の必要性について、鈴木首相は総辞職は考えていないと明言。主戦論を張っていた阿南陸相も倒閣をほのめかすことは最後までなかったことから、両名とも、この内閣による終戦を行うべきとの考えで一致していたものと思われる。
閣議終了後、鈴木首相と迫水書記官長は、聖断による決着を図ることを決意。表向きの予定では最高戦争指導会議を再開する順番であったが、迫水は天皇の親臨を仰いでの御前会議の開催を奏請。10日未明に会議が開催され、ポツダム宣言受諾が御前で再度議論される。昼間の一度目の議論と同じく、東郷外相、米内海相、今回特別に加えられた平沼騏一郎枢相が一条件、阿南陸相、梅津参謀総長、豊田軍令部総長が四条件をそれぞれ主張し、3対3となる。ここで会議を進行していた鈴木首相は、長時間議論をしても決着を見ず、情勢は一刻の猶予を許さない状況であることから、天皇の聖断による決着を求める。天皇は、「私の意見は、先ほどから外務大臣の申しているところに同意である」と、一条件案の支持を言明。聖断が下った。天皇の還御後、参列者は一条件を結論とする決議録に署名。再開された閣議においても、一条件での受諾に反対する者はなく、閣議決定する。
10日、外務省より連合国へ、ポツダム宣言を「天皇の国家統治の大権を変更するの要求を包含し居ざることの了解のもとに」受諾する旨を打電する。これに対して、12日、ジェームズ・F・バーンズ米国務長官の回答文（いわゆるバーンズ回答）が着電するが、その文中の
この文意を巡り、再び日本側は紛糾する。この「subject to」について、外務省は、天皇大権は連合国に剥奪されるのではなく、ただその影響力により制限されることから、「制限の下におかれる」と穏当な訳を付したが、陸軍主戦派は「従属する」の意であると解して激高。午後、梅津・豊田両総長は、部下に突き上げられる形で、バーンズ回答は受け入れられない旨を上奏する。
翌13日にかけて、再び最高戦争指導会議や閣議で激論が繰り広げられ、阿南陸相が主戦論を打つが、天皇は国体護持が可能であると考えており、12日に上奏した阿南に、「阿南、心配するな、朕には確証がある」と諭しており、阿南陸相本人も内心では受諾に反対ではなかったとされる
一方、陸軍主戦派（特に陸軍省軍務局内）においては、クーデターの謀議が起こり、「国体護持」の明確な補償を得られるまで継戦するという方針のもと、和平派要人の襲撃、監禁が計画される。13日夜、主戦派は阿南陸相を陸相官邸に押しかけ、翌日の御前会議の場に乱入して要人を監禁する策を出して説得。阿南陸相はその場では明確な賛否を示さず、翌14日朝、相談を受けた梅津参謀総長が言下に拒否したため、この計画は中止される。

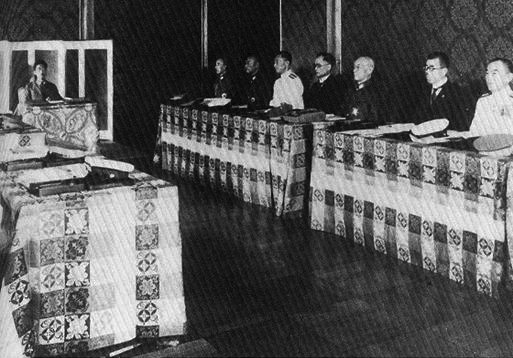
御前会議（8月14日午前11時/日本標準時）

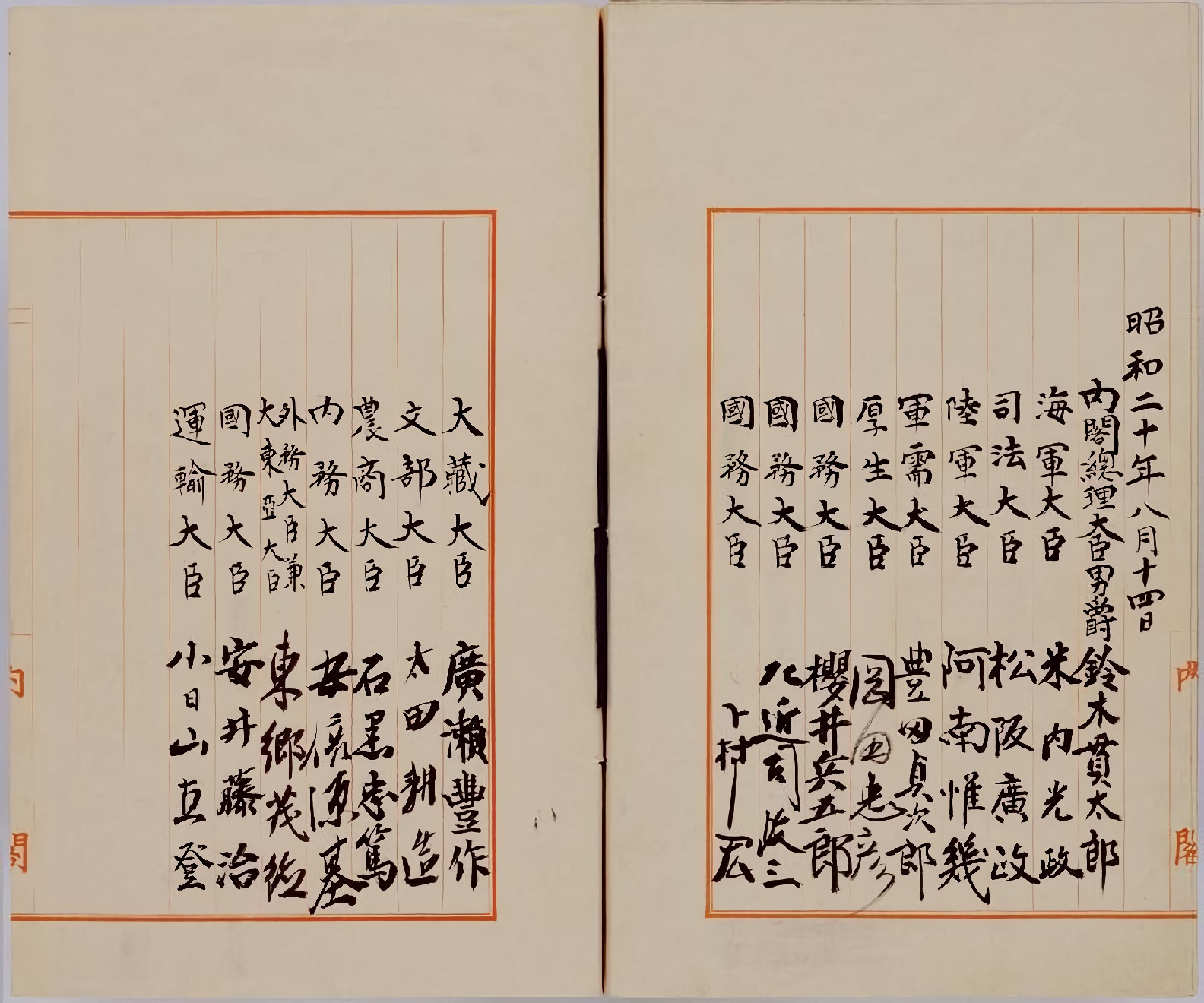
終戦の詔書の国務大臣署名欄（8月14日）

14日午前、再度の御前会議において、再び聖断が下る。天皇は、国体護持については「このたびの処置は、国体の破壊となるか、しからず、敵は国体を認めると思う。これについては不安は毛頭ない。反対の意見については、字句の問題と思う」と述べ、また、軍の統制の困難なことを鑑み、詔書の渙発とラジオ放送を許す。作成された詔書に阿南陸相含め全閣僚が副書し、天皇がレコードに吹き込んだ（玉音放送）。
14日深夜、なおも受諾に反対する陸軍主戦派が、玉音盤の奪取と放送阻止を狙って実力行使に踏み切るが（宮城事件）、鎮圧される。騒ぎの最中の15日未明、阿南陸相は陸軍を鎮めるために、官邸で切腹して果てた。
15日正午、玉音放送が流れ、午後、「閣内の意見を統一できず、聖断を仰ぐに至った責任を取る」として、内閣総辞職。後継には、東久邇宮稔彦王が立てられ、敗戦という未曽有の事態に立ち向かうこととなる。